# Osmia pilicornis
Osmia pilicornis  (лат.) — вид пчёл рода осмий из трибы Osmiini семейства Мегахилиды. Европа.

## Распространение
Восточная Палеарктика: от Франции и Великобритании до Финляндии на севере ареала и на восток до европейской части России.

## Описание
Длина около 1 см. Основная окраска в основном коричнево-чёрная, неблестящая (голова спереди в коричнево-чёрных волосках); боковые части груди покрыты коричневато-жёлтыми волосками; у самцов брюшко желтовато-серое и коричневое. 1-й и 2-й тергиты в светлом опушении. Срединное поле, как и у других членов подрода Melanosmia матовое. Щёки короткие. Парапсидальные бороздки точечные. Брюшная щётка самок тёмная, без светлых волосков. Брюшко самок и самцов чёрное. На 2-5-м тергитах чёткие светлые перевязи из волосков отсутствуют. Лесная зона.
В Великобритании посещают такие растения как Viola spp., Salix spp., Symphytum sp. и Prunella vulgaris). В Германии отмечены на цветах Boraginaceae, Fabaceae, Lamiaceae и Rosaceae. Необычная форма галеа позволяет получать нектар из длинных и узких цветов.
Вид был впервые описан в 1846 году английским энтомологом Фредерик Смитом (1805—1879) . Валидный статус вида был подтверждён в ходе ревизии неарктических таксонов рода американскими энтомологами Молли Райтмиер, Терри Грисволдом (Molly G. Rightmyer, Terry Griswold, USDA-ARS Bee Biology and Systematics Laboratory, Utah State University, Logan UT, США) и Майклом Ардусером (Michael S. Arduser, Missouri Department of Conservation, Миссури, США). Таксон Osmia pilicornis близок к видам Osmia maritima и Osmia xanthomelana, отличаясь признаками строения лапок, срединного поля и опушением.